# Alutera pomarańczowa
Alutera pomarańczowa (Aluterus schoepfii) – gatunek morskiej ryby rozdymkokształtnej z rodziny jednorożkowatych (Monacanthidae).

## Występowanie
Atlantyk, Nowa Szkocja, Bermudy oraz na zachodzie od północnej części Zatoki Meksykańskiej po Brazylię i na wschodzie Mauretanii po Angolę.
Żyje samotnie lub w parach na głębokości 3–900 m (zazwyczaj do 50), nad dnem porośniętym roślinnością, piaszczystym lub mulistym. Młode osobniki żyją wśród dryfujących wodorostów.

## Cechy morfologiczne
Zwykle osiąga 40 cm długości (maks. 61 cm). Ciało krótkie, silnie wygrzbiecone. 21–27 wyrostków filtracyjnych. W płetwie grzbietowej 2 kolce i 32–39 miękkich promieni, w płetwie odbytowej 35–41 miękkich promieni. W płetwach piersiowych 11–14 promieni.
Na głowie i ciele liczne małe, okrągłe żółtopomarańczowe lub pomarańczowe plamki. Wargi często czarniawe.

## Odżywianie
Żywi się roślinami, w tym algami i trawą morską.